# Mandatory (Schriftart)
Die Schriftart Mandatory ist die offizielle Normschrift für Kfz-Kennzeichen im Vereinigten Königreich von Großbritannien und Nordirland. Sie ist seit 2001 dort verpflichtend und wurde als maschinenlesbare Schrift auch anderswo verwendet.

## Design
Es handelt sich um eine nichtproportionale Schriftart, die ähnlich wie die deutsche FE-Schrift einen fälschungserschwerenden Charakter hat. Hierzu wurde die Dicke einiger Striche variiert, etwa bei „W“ und „M“ in Mitte, oder dem Zusatzstrich des „Q“. Die Schriftart kann beim Hersteller K-Type frei heruntergeladen werden. Sie basiert dabei auf den Entwürfen für Charles Wright.
Der britische Standard BS AU 145d definiert die exakten Maße der Schrifttypen – es gibt eine Normalform mit 79 mm Höhe und 50 mm Breite sowie eine verkleinerte Schrift für Motorräder und Trikes mit 64 mm Höhe und 44 mm Breite. Nur das Zeichen für „1“ (Eins) und „I“ (Ida) weicht davon ab, das nur ein vertikaler Strich ist. In der Standardisierung erscheint das Zeichen als Teil der Ziffern von 1 bis 9 und ist unter den Buchstaben nicht aufgeführt. Umgekehrt ist keine Ziffer „0“ (Null) verzeichnet, da sie der Form des vorhandenen Buchstabens „O“ (Otto) entspricht. 
Bei der Verwendung in Großbritannien stellt dies kein Hindernis dar, da etwa die Buchstaben „I“ und „Q“ niemals ausgegeben werden, und der Buchstabe „O“ nur im Regionalcode für Oxford am Anfang der Kennzeichenfolge existiert. Damit sind die Zeichen in allen anderen Fällen eindeutig als Ziffern „1“ (Eins) und „0“ (Null) zu lesen.
Seit dem 1. September 2001 ist die Schriftart für Kfz-Kennzeichen verbindlich, nur Fahrzeuge mit einem Baujahr vor dem 1. Januar 1973 dürfen noch Kennzeichen im alten Format erhalten. In der ursprünglichen Norm wurde die Schriftart noch als „the mandatory typeface“ bezeichnet, übersetzt „die vorgeschriebene Schriftart“ oder auch „die verpflichtende Schriftart“. Aus dem Attribut der Pflichtschrift entwickelte sich dann der Eigennamen, also „die Vorgeschriebene-Schriftart“, in Englisch „the Mandatory typeface“.
Die Schriftart wurde auch von Brasilien übernommen. Sie wird dort im Zusammenhang mit der Harmonisierung innerhalb des Mercosur-Staatenbundes allerdings seit 2018 durch die FE-Schrift abgelöst.